# غابرييلا فرنانديز
غابرييلا فرنانديز (بالإسبانية: Gabriela Fernández)‏ هي متسابقة ملكة الجمال وعارضة فنزويلية، ولدت في 23 يونيو 1986 في ماراكايبو في فنزويلا.